# Die Rückkehr der Götter – Berlins verborgener Olymp

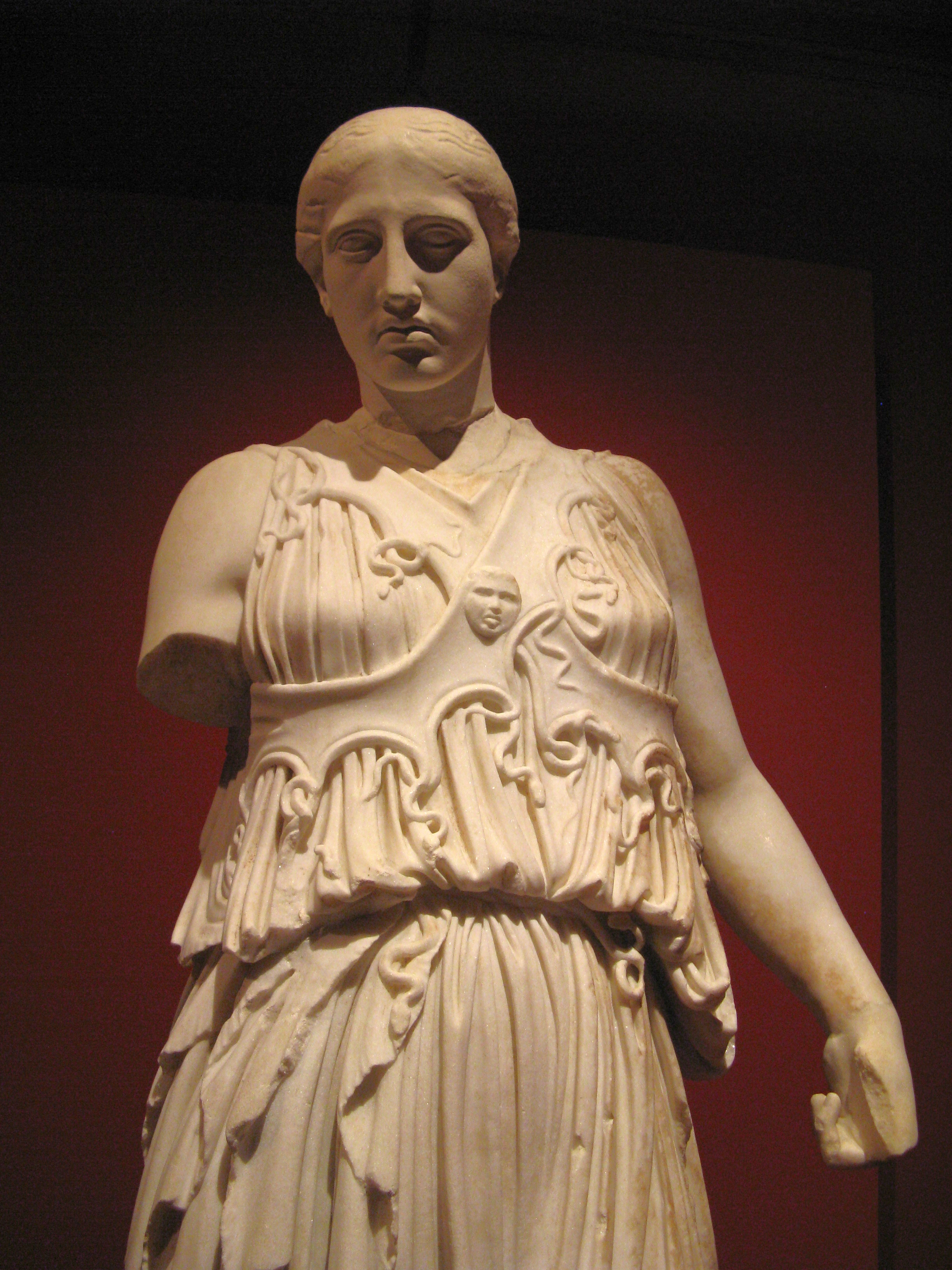
Die Athena mit der Kreuzbandaegis in der Berliner Ausstellung

Unter dem Titel Die Rückkehr der Götter – Berlins verborgener Olymp wurde zwischen 2008 und 2010 eine große Sonderausstellung im Pergamonmuseum Berlin durchgeführt. Zuvor war sie 2006 unter dem Titel Deuses Gregos. Coleção do Museu Pergamon de Berlim in São Paulo und Rio de Janeiro zu sehen. Es war die größte Sonderausstellung, die bislang mit den Beständen der Antikensammlung Berlin durchgeführt wurde.

## Organisation und Durchführung der Ausstellung

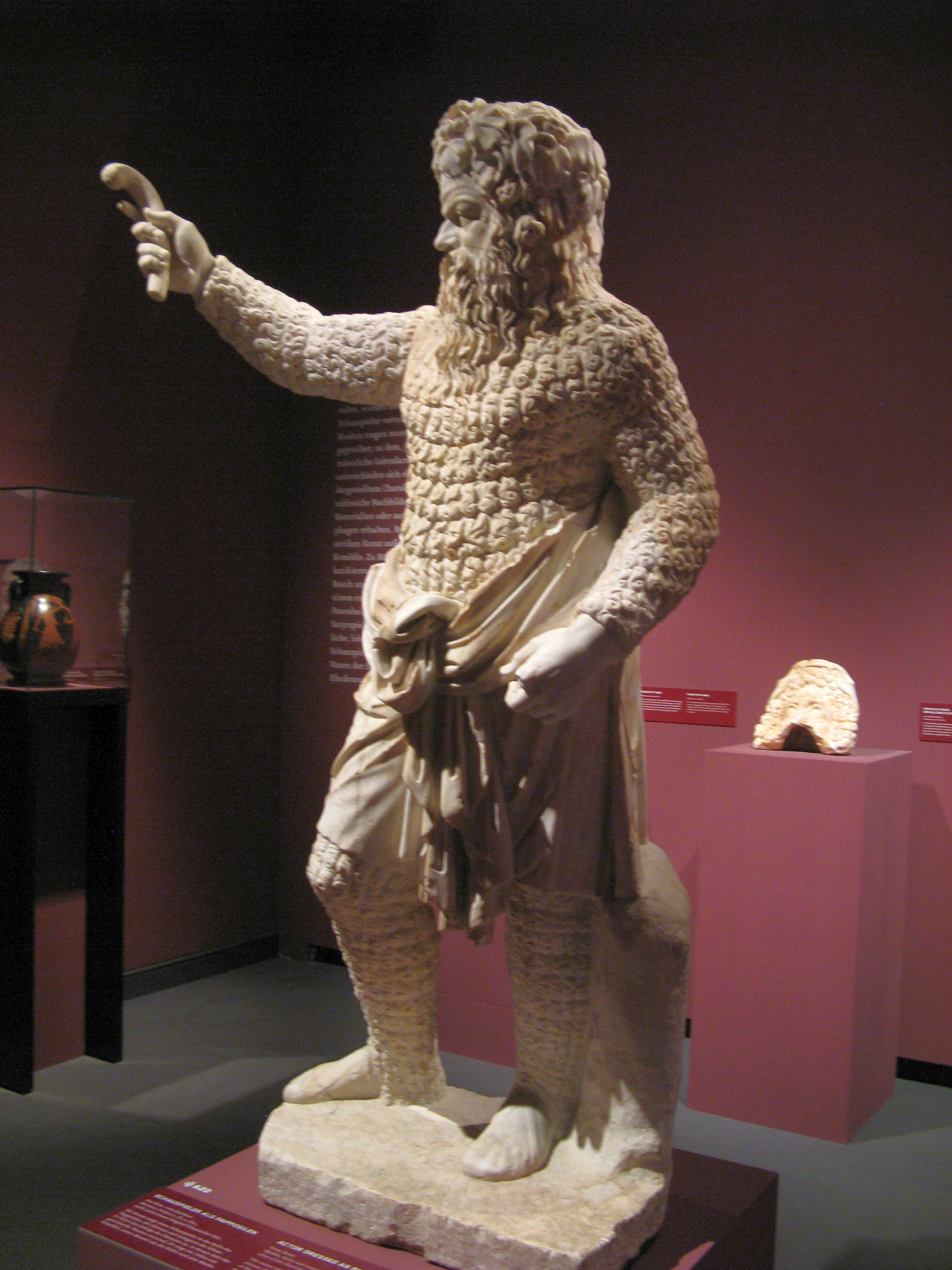
Ein Schauspieler in der Verkleidung eines Papposilens in der Berliner Ausstellung

Am 2. September 2004 wurde zwischen der Stiftung Preußischer Kulturbesitz und der Fundação Armando Alvares Penteado (FAAP) ein Kooperationsvertrag beschlossen, dessen Ziel eine große Ausstellung antiker Kunstwerke in Brasilien aus dem Fundus der Berliner Antikensammlung war. Die Ausstellung sollte zum Großteil aus Beständen der Magazine der Sammlung bestritten werden und nur punktuell mit Stücken aus der Dauerausstellung ergänzt werden. Die FAAP übernahm dabei die Kosten für die beiden Kuratoren – Maria Cristina Ribeiro dos Santos und Ana Carolina Cunha Boaventura – und vor allem für die Restaurierung der Ausstellungsstücke. Damit wurden viele Artefakte der griechischen und römischen Antike erstmals seit der kriegsbedingten Einlagerung 1939 zugänglich gemacht, vielfach waren sie bis zur Restaurierung in einem schlechten konservatorischen Zustand. Diese Arbeiten erfolgten in enger Zusammenarbeit mit der Direktion und den Restauratoren der Antikensammlung in Berlin. Organisiert wurde die Ausstellung von der deutschen Archäologin Dagmar Grassinger und dem brasilianischen Kulturanthropologen Tiago de Oliveira Pinto. Schließlich wurden 190 Kunstwerke nach Brasilien verschifft. In der 300-jährigen Geschichte der Berliner Antikensammlung war es die aufwändigste Aktion solcher Art. Niemals zuvor wurden sowohl so kostbare wie auch so viele Antiken verliehen und außerhalb Berlins gezeigt. Die Ausstellung war die erste Präsentation der Berliner Antikensammlung in Lateinamerika. Zugleich war es ein seltener Kontakt der Brasilianer mit der antiken Kultur, gibt es in ganz Südamerika keine systematische Sammlung zu den materiellen Hinterlassenschaften der Antike.
Die Ausstellung wurde im Museu de Arte Brasileira in São Paulo vom 20. August bis 26. November 2006 unter dem Titel „Deuses Gregos. Coleção do Museu Pergamon de Berlim“ gezeigt. Es wurde ein ungewöhnlich großer Publikumserfolg. In den 99 Tagen der Ausstellung kamen etwa 157.300 Besucher, 34.000 Schüler wurden zudem vom pädagogischen Dienst der FAAP durch die Ausstellung geführt. Nach der Präsentation in São Paulo wurde die Ausstellung zwischen Dezember 2006 und April 2007 in einer kleineren Form auch noch im Museu de Arte Contemporanea in Niterói bei Rio des Janeiro gezeigt. Hier profitierte die Ausstellung von dem von Oscar Niemeyer in Form eines Pantheons erbauten Museum.
Nach der Rückkehr der Kunstwerke aus Brasilien wurde im Obergeschoss des Nordflügels des Pergamonmuseums unter dem Titel „Die Rückkehr der Götter – Berlins verborgener Olymp“ die in Brasilien gezeigte Ausstellung auch den Besuchern des Pergamonmuseums zugänglich gemacht. Ursprünglich war vorgesehen, die Ausstellung vom 27. November 2008 bis zum 5. Juli 2009 zu zeigen. Ob des großen Erfolges verlängerte sich die Ausstellung jedoch bis zum 11. April 2010. In diesem Zeitraum besuchten mehr als 600.000 Besucher die Präsentation. Kuratoren der Berliner Ausstellung waren Dagmar Grassinger und Tiago de Oliveira Pinto, die Koordination lag bei Martin Maischberger, de Oliveira Pinto und Agnes Schwarzmaier, für die Koordination der Restaurierungsarbeiten Wolfgang Maßmann. Die künstlerische Leitung lag bei Günter Krüger, der auch für das Ausstellungsdesign verantwortlich war. Für die wissenschaftliche Beratung waren der Direktor der Antikensammlung, Andreas Scholl, Angelika Schöne-Denkinger, Annika Backe-Dahmen, Gertrud Platz, Heide Mommsen, Martin Maischberger, Mirko Vonderstein, Norbert Franken, Sylvia Brehme, Ursula Kästner und Volker Kästner verantwortlich.
Die Antikensammlung wollte mit der Ausstellung zudem an die Rückgabe vieler Beutekunstwerke durch die Sowjetunion im Jahr 1958 erinnern. Somit hat der Titel „Die Rückkehr der Götter“ sowohl Bezug zur Rückkehr der Kunstwerke aus Brasilien wie auch zur Rückkehr aus der Sowjetunion. Vom 5. November 2008 bis zum 21. Juni 2009 fand zudem eine zweite Sonderausstellung im Pergamonmuseum statt. „Dionysos – Verwandlung & Ekstase“ war sowohl als eigenständige Ausstellung wie auch als Ergänzung zur großen Götterausstellung gedacht.
Nach Beendigung der Ausstellung in Berlin war „Die Rückkehr der Götter“ vom 13. Juni 2010 bis 20. März 2011 in den Reiss-Engelhorn-Museen in Mannheim zu sehen, vom 16. April bis 1. November 2011 in der Kunsthalle in Leoben in Österreich. Anschließend wurde ein Gutteil der Objekte in die neu konzipierten Dauerausstellung der Berliner Antikensammlung im Alten Museum am Lustgarten integriert.

## Konzept und Präsentation

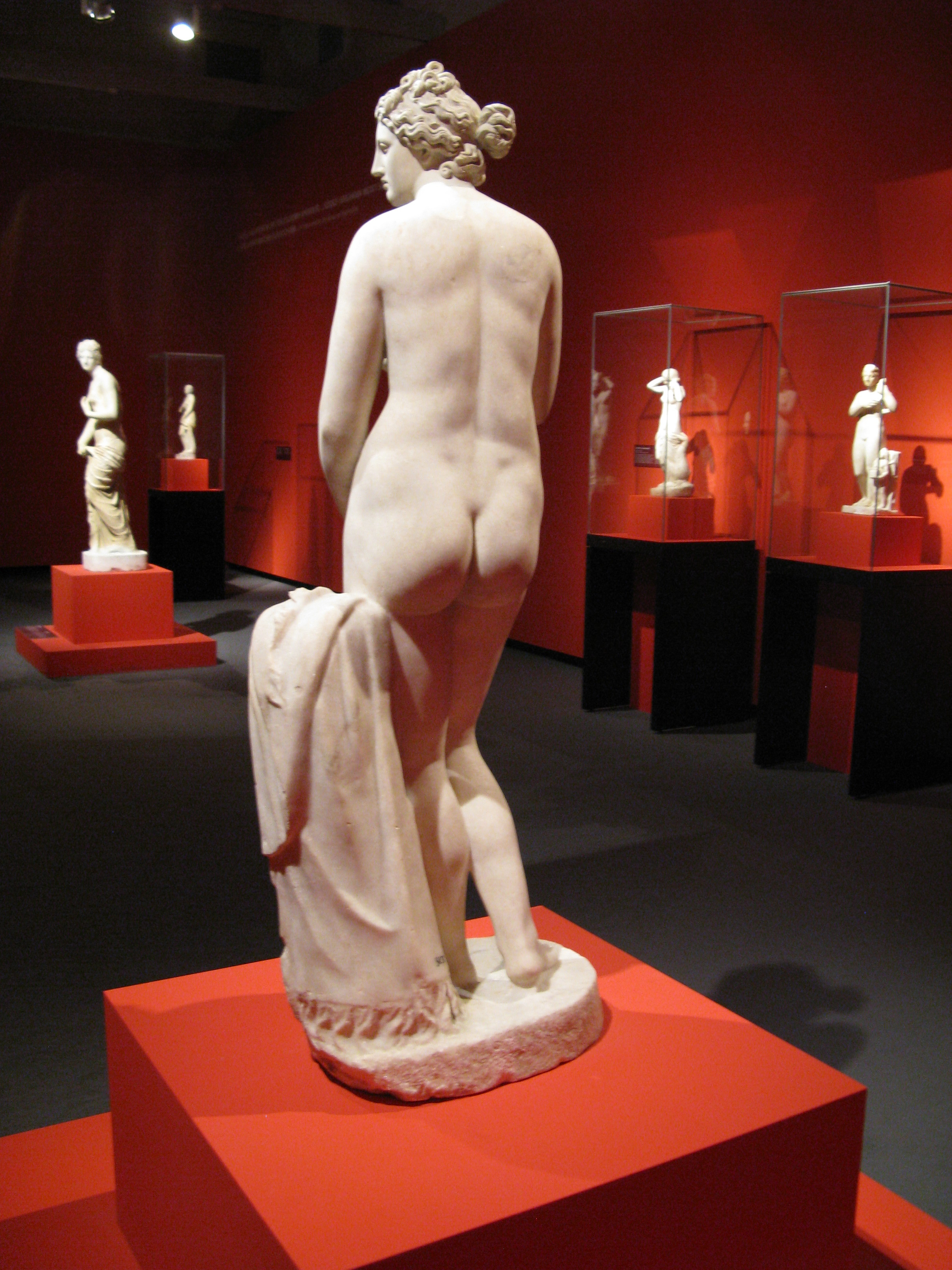
Eine unterlebensgroße Statue der Aphrodite vom Typ Capitolina in der Berliner Ausstellung mit Blick in den Ausstellungsraum zu Aphrodite

Im Mittelpunkt der Ausstellung stehen die antiken, insbesondere griechischen Götter. Zum einen, weil hier der Bestand an Bildnissen im Fundus der Antikensammlung besonders groß ist und eine homogene Ausstellung zulässt, zum anderen, weil der Zugang zur antiken Götterwelt für die mit der antiken Kultur weniger vertraute Bevölkerung Lateinamerikas als besonders geeignet und leicht erschien. So sollen etwa die rauschhafte Ekstase im Fest oder auch die ästhetisierende Darstellung von Körpern an die brasilianische Alltagskultur, geprägt durch die afro-brasilianische Götterwelt der Orixás in der Candomblé-Religion, erinnern. Ausgewählt wurden etwa 190 Objekte, davon knapp 100 Bildwerke aus Marmor. Die etwas mehr als 90 weiteren Werke der Kleinkunst bestehen zum Großteil aus Keramik – Vasen und Terrakotta – und Bronzen.
In São Paulo war ein der Rotunde im Alten Museum nachempfundenes Pantheon Ausgangspunkt der Ausstellung. Die Rotunde war mit Statuen der olympischen Götter und Göttinnen aus verschiedenen Zeiten geschmückt: antike Kopien der Demeter von Cherchel, des Kopfes des Omphalos-Apollon, der Artemis Ostia-Berlin, einer Statue des Asklepios, der Venus Capitolina sowie Originalschöpfungen einer Statue des Poseidon, des Triton vom Dach des Pergamonaltars, die Athena mit der Kreuzbandaegis, jugendliche Statuen des Dionysos und des Mercurius und eine Statue des Apollo Citharoedus. Ergänzt wurden diese Statuen mit Vasen, die auf Bildern Begebenheiten aus dem Leben der Götter und Heroen zeigen. Ein zweiter Raum wurde als Theater inszeniert. Hier wurden verschiedene Schauspielermasken gezeigt, sowie Bronzen und Terrakotten, die ebenfalls verschiedene Schauspielertypen des antiken Theaters symbolisierten. Höhepunkt dieses Raumes war die einzige heute noch erhaltene lebensgroße Statue eines als Papposilen verkleideten Schauspielers. Ein dritter Raum wurde als einen heiligen Hain imitierendes Heiligtum gestaltet. Hier sollte gezeigt werden, wie die Verbindung zwischen Mensch und Göttern hergestellt wurde. Der Raum hatte zum Teil echten Pflanzenbewuchs und ein Wasserbecken. Zudem wurden Weihreliefs und andere Weihegaben gezeigt. Ein vierter Raum wurde als Altarsaal gestaltet. Hier wurde ähnlich der Präsentation in Berlin eine vereinfachte Kopie des Pergamon-Altars samt dem Telephos-Fries gezeigt.
Der Aufbau der Ausstellung in Berlin folgte wegen anderer Räumlichkeiten weitgehend einem anderen Konzept, einzig das Heiligtum wurde einschließlich des Wasserbeckens, aber ohne den Pflanzenbewuchs versucht nachzubilden. Die restlichen Ausstellungsstücke wurden thematisch zusammengefasst in aufeinander folgenden Kabinetten präsentiert. Meist widmete sich eines dieser Kabinette einer oder mehrerer thematisch zusammen gehöriger Gottheiten. Der letzte Ausstellungsraum zeigte Bilder und Presseberichte vom „Ausflug“ der Antiken nach Brasilien.

## Kataloghandbuch

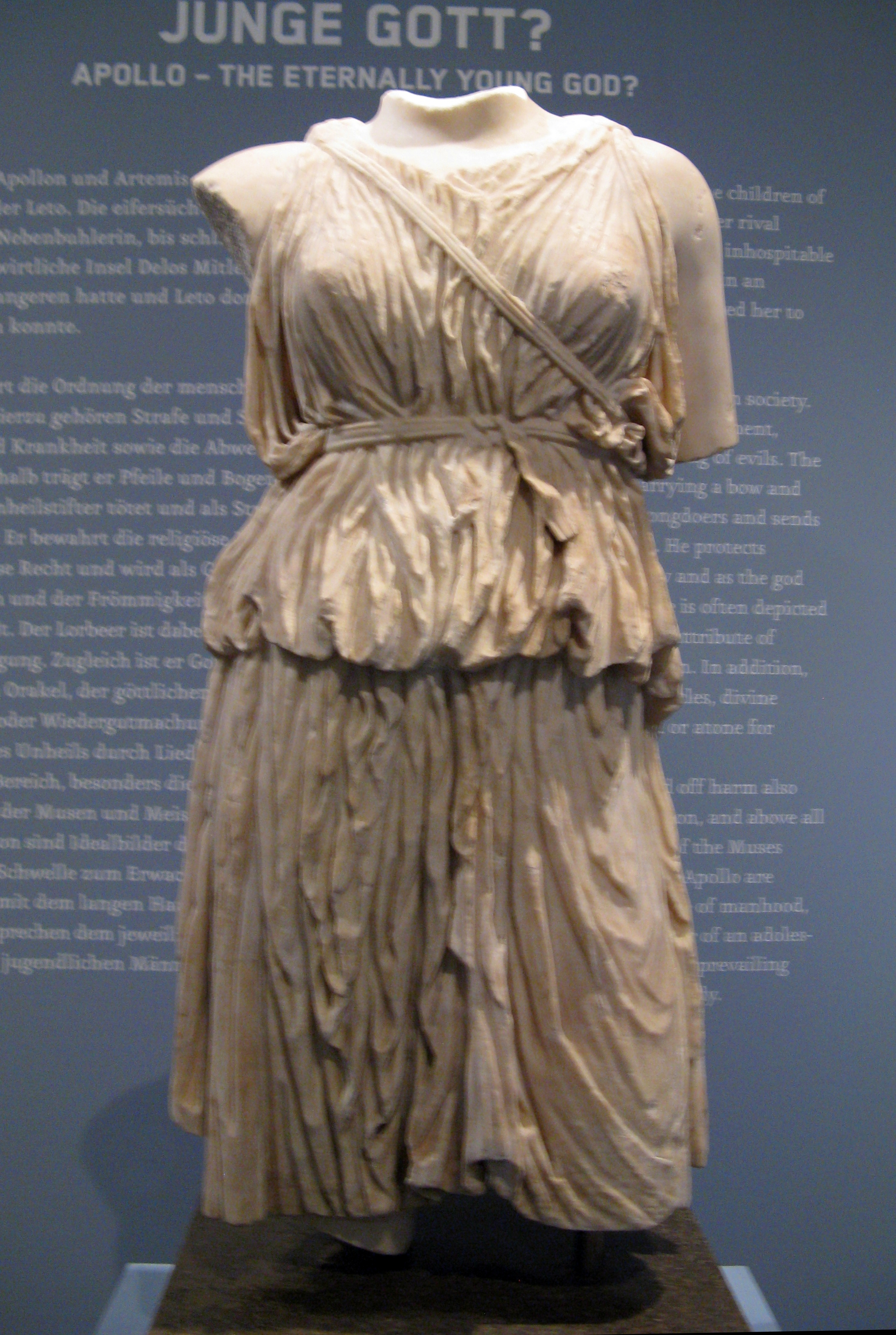
Torso einer Artemisstatue in der Ausstellung in Berlin

Zur Eröffnung der Berliner Ausstellung wurde im Verlag Schnell + Steiner ein 424 Seiten umfassendes, großformatiges Kataloghandbuch unter demselben Namen wie die Ausstellung herausgebracht. Herausgegeben wurde es von Dagmar Grassinger, Tiago de Oliveira Pinto und Andreas Scholl. Die Fotografien für den Band besorgte der Museumsfotograf Johannes Laurentius. Nach Vorworten des Präsidenten der Stiftung Preußischer Kulturbesitz Hermann Parzinger, der Präsidentin des Vorstandes der FAAP Celita Procopio de Carvalho, des Generaldirektors der Staatlichen Museen zu Berlin Michael Eissenhauer und des Botschafters Brasiliens in Deutschland, Luiz Filipe de Seixas Corrêa beginnt der eigentliche Katalog. Alle Objekte werden in kurzen Beiträgen vorgestellt. Diese Präsentation ist in eine Sammlung von vertiefenden Aufsätzen integriert, die thematisch angeordnet sind.
Archäologie und Geschichte
- Albrecht Dihle: Die Antike – Grundlage der europäischen Literatur
- Andreas Scholl, Martin Maischberger: Wie kamen die griechischen Götter nach Berlin?
- Wolf-Dieter Heilmeyer: Das Berliner Pantheon

Die griechischen Götter
- Walter Burkert: Die Gestaltwerdung der Götter
- Christa Landwehr: Zeus, Poseidon und Hades – Die Vatergottheiten
- Anja Klöckner: Hera und Demeter – Die Mütter
- Britta Özen-Kleine: Dionysos, Hermes, Herakles – Die Verjüngung
- Patrick Schollmeyer: Apoll – Der immer junge Gott?
- Martin Maischberger: Aphrodite – Die Schöne
- Friederike Sinn: Artemis – Schutzherrin in Grenzsituationen
- Patrick Schollmeyer, Dagmar Grassinger: Athena – Lehrerin und Schutzherrin prächtiger Werke

Theater
- Ralf Krumeich: Dionysos und das Theater

Das Heiligtum
- Patrick Schollmeyer: Die Ausstattung des Heiligtums
- Dagmar Grassinger: Der römische Garten als heiliger Hain
- Martina Heilmeyer: Die Pflanzen im Garten

Ritual und Fest
- Albrecht Dihle: Der Ritus im Heiligtum
- Tiago de Oliveira Pinto: Musik und Mythologie im Ritus
- Timo Günther: Dionysische Ausnahmezustände

Der Pergamonaltar
- Volker Kästner: Pergamon – Der antike Ort und sein Altar
- Caterina Maderna: Der Pergamonaltar und der Mythos der Gigantomachie

Abgeschlossen wird der Katalog von Bildern und kurzen Texten zur Ausstellung in São Paulo.

## Belege
1. ↑  Die Rückkehr der Götter (Memento vom 13. Oktober 2009 im Internet Archive)
2. ↑  Renate Schlesier, Agnes Schwarzmaier (Hrsg.): Dionysos. Verwandlung und Ekstase [anläßlich der Ausstellung „Dionysos - Verwandlung und Ekstase“ in der Antikensammlung im Pergamonmuseum auf der Berliner Museumsinsel, 5. November 2008 – 21. Juni 2009]. Schnell & Steiner, Regensburg 2018, ISBN 978-3-7954-2115-1.
3. ↑  Kunsthalle Leoben: Die Rückkehr der Götter (Memento vom 11. November 2021 im Internet Archive).